# Зигфрид II (Ваймар-Орламюнде)
Зигфрид II фон Ваймар-Орламюнде (на немски: Siegfried II von Weimar-Orlamünde, * 1107, † 19 март 1124) от род Аскани е от 1113 г. граф на Ваймар-Орламюнде и титулярен пфалцграф при Рейн.
Той е големият син на пфалцграфа при Рейн и графа на Ваймар-Орламюнде, Зигфрид I фон Баленщет († 1113), и на Гертруда фон Нортхайм († 1154), дъщеря на маркграф Хайнрих фон Нортхайм от Фризия, граф в Ритигау и в Айхсфелд. Майка му е сестра на Рихенза († 1141), съпруга на император Лотар III Суплинбург († 1137).
След смъртта на баща му 1113 г. Зигфрид II наследява графство Ваймар-Орламюнде, а пфалцграфството при Рейн е узурпирано от Готфрид фон Калв.
Майка му се омъжва отново през 1115 г. за Ото I фон Салм, който вероятно води регентството за малолетния Зигфрид II.
Зигфрид II умира през 1124 г. и е наследен от по-малкия му още малолетен брат Вилхелм фон Баленщет (1112–1140), който през 1126 г. получава отново пфалцграфството при Рейн.

## Деца
Дъщеря му Христина се омъжва за Хойер граф в Хасегау и те основават рода на графовете на Мансфелд. Тя подарява по-късно манастир Вимелбург.